# J'J시리즈
J'J시리즈는 닛폰 TV 외에서 매주 월요일 25:29 ~ 25:59(매주 화요일 오전 1:29 ~ 1:59, JST)에 방송된 여행 프로그램이다. 2012년 1월 2일의 〈야마시타 토모히사·루트 66~단 한 명의 미국〉을 시작으로 3개월에 1회 여행자와 타이틀을 바꾸어 방송되었다. J'J란, J's Journey(쟈니즈 저니)의 약어이다.

## 시리즈 타이틀·내용
| 방송 기간                 | 타이틀                                                                      | 주된 행선지               | 교통 수단          | 출연자                                                             |
| ------------------------- | --------------------------------------------------------------------------- | ------------------------- | ------------------ | ------------------------------------------------------------------ |
| 2012년 1월 2일 ~ 3월 26일 | 야마시타 토모히사·루트 66~단 한 명의 미국                                   | 시카고~샌타모니카         | 쉐보레 C20         | 야마시타 토모히사                                                  |
| 7월 2일 ~ 9월 24일        | J'J Kis-My-Ft2 키타야마 히로미츠 홀로 인도 횡단 배낭 여행                   | 델리→자이살메르~콜카타    | 자유               | 키타야마 히로미츠 토크만 아마노 히로유키(캬인), 나오토 인티 레이미 |
| 10월 1일 ~ 12월 17일      | J'J Hey! Say! JUMP 타카키 유야&치넨 유리 둘만의 프랑스 종단 각 역 정차 여행 | 파리~니스                 | 전철(각 역 정차만) | 타카키 유야, 치넨 유리                                             |
| 2013년 1월 7일 ~ 3월 25일 | J's Journey 타키자와 히데아키 남미 종단 4800km                              | 산티아고(칠레)~리마(페루) | 지프               | 타키자와 히데아키 토크만 이마이 츠바사                             |
| 4월 1일 ~ 6월 17일        | J'J A.B.C-Z 오스트레일리아 종단 자금 0엔 워홀 여행                          | 오스트레일리아            | 캠핑카             | A.B.C-Z                                                            |
| 10월 7일 ~ 12월 23일      | J's티처 Kis-My-Ft2 후지가야 타이스케 극동 러시아를 가다                     | 러시아                    |                    | 후지가야 타이스케                                                  |

## 주요 스태프
- 연출: 이시무라 슈지, 요시와라 토시카즈
- 편성 기획: 우에노 히로유키
- 프로듀서: 사토 하나
- 치프 프로듀서: 스즈에 히데키
- 협력: 쟈니즈 사무소
- 제작 협력: 요미우리 영상
- 기획 제작: 닛폰 TV
- 제작 저작: (프로그램명) 제작 위원회